# Gunnar Agge
Johan Gunnar Agge, född 9 november 1900, död 3 december 1961 i Enköping, var en svensk läkare. Han var bror till Ivar Agge.
Gunnar Agge blev medicine licentiat 1927 och var läkare vid Missionssällskapet Bibeltrogna Vänners sjukhus i Harar i Etiopien 1928–1931. Även under åren 1945–1948 stod Agge i sällskapets tjänst som missionsläkare i Etiopien. Agge var militär- och civilläkare i provinsen Ogaden 1932–1935 och planerade Svenska röda korsets ambulans till Etiopien, i viken han tjänstgjorde som läkare och souschef 1935–1936. Agge deltog i finska vinterkriget som läkare 1939–1940.  
Efter hemkomsten från Etiopien 1948 var han verksam som regementsläkare i Sverige.
Agge utgav I svart tjänst mellan vita stormakter (1935) och Med röda korset i fält (1936). Han är begravd på Uppsala gamla kyrkogård.